# Lingua siwi
La lingua siwi (in siwi žlan n isiwan) è una lingua berbera parlata in Egitto, nella regione dell'oasi di Siwa.

## Distribuzione geografica
Secondo Ethnologue, il siwi è parlato da 20.000 persone (2013) stanziate nella zona desertica dell'Egitto nordoccidentale, nei villaggi attorno all'oasi di Siwa. Secondo fonti locali, gli abitanti sono circa 25.000 e comprendono gli abitanti di Siwa, i beduini stanziati nei villaggi periferici dell'oasi e gli egiziani provenienti da altre parti del paese (Alto e Medio Egitto), prevalentemente impiegati nel settore dell'agricoltura.
Il siwi è la lingua di comunicazione tra i berberi egiziani di Siwa ed El Gara. El Gara è un’altra piccola oasi del deserto occidentale che dista 130 km da Siwa, abitata da circa 500 persone. Gli abitanti sono tutti bilingui, fatta eccezione per quale donna o uomo molto anziani.
Il siwi è anche l’unica lingua berbera parlata in Egitto ed è la variante posta più ad est di tutta l’area berberofona nordafricana. La variante più vicina, dal punto di vista geografico, è quella parlata nell’oasi di Augila in Libia, mentre le varianti con le quali condivide più similarità dal punto di vista linguistico sono quelle di Sokna e El Fogaha, probabilmente estinte.

## Classificazione
Secondo Ethnologue, la classificazione della lingua siwi è la seguente:
- lingue afro-asiatiche
  - lingue berbere
    - lingue berbere orientali
      - lingue di Siwa
        - lingua siwi

Il siwi condivide alcune tratti con il sottogruppo zenata del berbero, ma non può essere completamente considerato come parte di esso. Secondo Kossmann (1999), il siwi può essere collegato al gruppo comprendente le varianti di Sokna e Nafusi (Libia), ma differisce notevolmente con la variante di Augila, nonostante la prossimità geografica. In effetti, secondo Souag (2013) il quale basa le sue conclusioni sulle innovazioni condivise, i tratti comuni con Augila sono posteriori alla rottura di questo continuum linguistico (del siwi con le varianti libiche più occidentali).
Avendo avuto contatti con l'arabo per molti secoli, l'influenza dell’arabo in varie parti della grammatica del siwi è visibile. Le varianti che hanno influenzato il siwi sono molteplici: arabo egiziano, arabo beduino, fasi precedenti di arabo non più parlato nell'area, etc.
L’Endangered Languages Project classifica il siwi come lingua in via d’estinzione. Lo stesso vale per l’Atlas delle lingue in pericolo dell’UNESCO, che lo classifica come “definitely endangered”. In realtà, la lingua continua a essere trasmessa ai figli, specialmente quando entrambi i genitori sono madrelingua siwi.

## Fonologia

### Consonanti
La seguente tabella rappresenta il sistema consonantico del siwi. La faringalizzazione è indicata con un puntino sottoscritto, mentre la labializzazione con una w sovrascritta [ʷ]. La trascrizione usata è in parte basata sulla trascrizione latina e non tutti i simboli corrispondono a quelli usati nell'IPA. Per un'analisi dettagliata del sistema fonologico del siwi, vedere Naumann 2012.
|                        | labiale | labiale | alveolare | alveolare | post-alveolare palatale | post-alveolare palatale | velare | velare | uvulare | uvulare | epiglottale | glottale | glottale |
| ---------------------- | ------- | ------- | --------- | --------- | ----------------------- | ----------------------- | ------ | ------ | ------- | ------- | ----------- | -------- | -------- |
| occlusiva              |         | b ḅ     | t ṭ       | d ḍ       |                         |                         | k kʷ   | g gʷ   | q qʷ    |         |             | ʔ        |          |
| nasale                 |         | ṃ       |           | n         |                         |                         |        |        |         |         |             |          |          |
| vibranti               |         |         |           | r ṛ       |                         |                         |        |        |         |         |             |          |          |
| fricativa              | f f̣     |         | s ṣ       | z ẓ       | š                       | ž                       |        |        | x xʷ    | ɣ ɣʷ    | ḥ ʕ         |          | h        |
| approssimante          |         | w       |           |           |                         | y                       |        |        |         |         |             |          |          |
| laterale approssimante |         |         |           | l ḷ       |                         |                         |        |        |         |         |             |          |          |
| affricata              |         |         |           |           | č                       | ǧ                       |        |        |         |         |             |          |          |

### Vocali
Il siwi ha sei vocali: /a, e, i, o, u, ə/. Le vocali centrali /e/ e /o/  sono escluse dalla posizione finale di parola e /o/ è rara.

## Grammatica
Il berbero di Siwa, che costituisce la lingua berbera più orientale, ha numerose particolarità rispetto alle altre varietà di berbero.
Tra i tratti salienti vi è quello di possedere un tempo, caratterizzato da un suffisso -a o -aya, che ha un valore di "perfetto risultativo" (in francese "accompli résultatif"), e che trova riscontro solo nella vicina oasi libica di Augila. La posposizione di -a provoca l'allungamento della vocale della sillaba precedente, non solo nel verbo (yənğəf "si è sposato" > yənğif-a "è sposato") ma anche negli eventuali pronomi suffissi (yuš-as-tən "glieli ha dati" > yuš-as-tin-a "glieli aveva dati"). Questi fenomeni fonetici, che si potrebbero spiegare con uno spostamento dell'accento in seguito all'aggiunta dell'affisso, hanno fatto ipotizzare una possibile origine comune al "perfetto risultativo" del tuareg, che non presenta un suffisso -a ma è caratterizzato da spostamenti di accento e allungamenti di vocali (Brugnatelli 2005: 376-377).

### Ordine delle parole
L’ordine dei costituenti in siwi è: soggetto-verbo-oggetto:
ǧmil yəxsa giwaɣ ǧmila
Jmil vuole sposare Jmila
'Jmil voleva sposare Jmila'
Le preposizioni precedono la frase nominale, così come i numerali, mentre gli aggettivi e i dimostrativi seguono il nome. I dimostrativi seguono sempre gli aggettivi e i suffissi del possessivo.

### Nome
A differenza della maggior parte delle lingue berbere, come ad esempio il cabilo in Algeria o il tarifit in Marocco, in siwi il nome non fa più la differenza tra stato libero e stato d'annessione. Il nome ha quindi sempre la stessa forma, indipendentemente dalla posizione rispetto al verbo e dal ruolo grammaticale (soggetto e oggetto).
La flessione nominale riguarda invece il genere e il numero.
Solitamente i nomi maschili al singolare sono caratterizzati dal prefisso a-: akəḅḅi 'ragazzo', che al plurale diventa i-: ikəḅḅan 'ragazzi'. I nomi femminili generalmente sono caratterizzati dal prefisso t-, e talvolta anche dal suffisso -t: tfunast 'mucca'.
Il plurale si forma solitamente con l'aggiunta di suffissi: -ən; -awən; -an; -iwən per il maschile; -en; -wen per il femminile.
šal < šaliwən 'territorio'
tfunast < tfunasen 'mucca'
Il suffisso del femminile singolare -t che talvolta si trova in alcuni nomi, non è mai attestato al plurale. Ovviamente molti nomi seguono anche altre strategie per la flessione del plurale, come cambiamenti interni: azidi 'sciacallo, izida 'sciacalli', ed altri seguono la flessione araba

### Aggettivo
L'aggettivo segue la flessione nominale per genere e numero. Solitamente l'aggettivo si accorda al nome a cui si riferisce:
|                | SG.M   | PL.M      | SG.F       | PL.F        |
| -------------- | ------ | --------- | ---------- | ----------- |
| brutto/cattivo | ašmal  | i-šmal-ən | t-ašmal-t  | ti-šmal-en  |
| bello/buono    | kwayəs | kwayəs-ən | t-kwayəs-t | t-kwayəs-en |

L'aggettivo maschile plurale può anche essere usato quando il nome è femminile plurale. Ciò rispecchia la tendenza già visibile altrove (come per i pronomi) di usare il maschile come forma unica, senza distinzione di genere.
təltawen izəwwarən
'Donne adulte'

### Dimostrativi
I dimostrativi in siwi fanno l'accordo, al singolare, col genere del nome a cui si riferiscono. Al plurale, una forma unica è usata per il maschile e il femminile.
La particolarità del siwi è quella di avere una serie di suffissi che variano a seconda del genere e del numero del destinatario. Questa caratteristica è molto rara dal punto di vista tipologico.
I dimostrativi pronominali sono: w- (M.SG); t- (F.SG) e wi- (PL)
I dimostrativi adnominali sono: daw- (M.SG); tat- (F.SG) e dawi- (PL)
I dimostrativi presentativi sono: ɣw- (M.SG); xt- (F:SG) e ɣwi- (PL)
I dimostrativi locativi sono: gd- e ss- (approssimativo)
Il dimostrativo di maniera è: ams-
A questi dimostrativi si possono aggiungere i seguenti suffissi :
1) -a (-aya) : suffisso invariabile in genere e numero
2) -ok: destinatario maschile singolare; -om: destinatario femminile singolare; -erwən: destinatario plurale

### Pronomi indipendenti e clitici
I pronomi personali soggetto del siwi distinguono il genere femminile dal maschile solo alla 2 e 3 persona singolare:
| 1  | niš     | io   |
| 2M | šək     | tu   |
| 2F | šəm     | tu   |
| 3M | nətta   | lui  |
| 3F | əntatət | lei  |
| 1  | ənšni   | noi  |
| 2  | ənknəm  | voi  |
| 3  | əntatət | loro |

I pronomi soggetto, obbligatoriamente affissi al verbo, sono:
| 1  | -a(x); -ʕ/-ɣ |
| 2  | -(a)ṭ        |
| 3M | i-/y(ə)-     |
| 3F | t-           |
| 1  | n-           |
| 2  | -əm          |
| 3  | i-/y(ə)-…-n  |

Alla prima persona singolare, il suffisso è -ʕ/-ɣ se seguito da un pronome oggetto indiretto.
I pronomi oggetto diretto e indiretto sono:
|    | Oggetto diretto | Oggetto indiretto |
| -- | --------------- | ----------------- |
| 1  | i               | -i                |
| 2M | -ek             | -ak               |
| 2F | -em             | -am               |
| 3M | -t; -a          | -as               |
| 3F | -tət; -et       | -as               |
| 1  | -anax           | -anax             |
| 2  | -wən            | -awən             |
| 3  | -tən; -en       | -asən             |

L'ordine dei pronomi è: verbo (con i pronomi soggetto affissi obbligatori)-pronome oggetto indiretto-pronome oggetto diretto
Per i pronomi oggetto diretto, alla 3SG.M/F e alla 3PL ci sono due serie di suffissi. Il primo è usato nel caso in cui segua un altro suffisso, il secondo nel caso in cui segua direttamente la radice verbale.
I pronomi possessivi sono divisi in due serie: la prima, analitica, è composta dalla preposizione n 'di'+ pronome, mentre la seconda, sintetica, è composta solo dal pronome. La seconda è usata per alcuni nomi di parentela e per alcune preposizioni.
|    | Analitica | Sintetica |
| -- | --------- | --------- |
| 1  | -ənnəw    | -ø        |
| 2M | -ənnək    | -k        |
| 2F | -ənnəm    | -m        |
| 3  | -ənnəs    | -s        |
| 1  | -ənnax    | -tnax     |
| 2  | -ənwən    | -twən     |
| 3  | -ənsən    | -tsən     |

### Verbo
Il verbo in siwi è sempre accompagnato dai pronomi affissi soggetto. A volte, nomi plurali non fanno l'accordo col plurale, che è invece alle 3 persona singolare, femminile.
Il sistema verbale del siwi è aspetto-modale. I tre temi principali sono: perfetto, imperfetto e aoristo (preceduto sempre da ga-).
Il perfetto e l'imperfetto possono poi anche esser seguiti dal suffisso -a. Nel caso del perfetto, si avrà quindi il perfetto risultativo, per l'imperfetto invece la forma con -a indica contemporaneità. L'aoristo e il risultativo possono essere preceduti da ədda-.
A titolo d'esempio, ecco le forme verbali del siwi con il verbo ukəl 'camminare':
- perfetto y-ukəl 'lui camminò'
- perfetto risultativo y-ukil-a 'lui ha camminato'
- imperfetto i-takəl 'lui cammina, camminava, stava camminando'
- imperfetto+a i-takil-a 'mentre camminava'
- ga+aoristo g-(y)-ukəl 'lui cammina, camminerà'
- ədda+aoristo ədd-(y)-ukəl 'che cammini!'

### Negazione
A differenza di altre lingue berbere, in siwi non esiste un tema verbale negativo morfologicamente distinto da quello affermativo. La negazione si effettua unicamente prefissando la- al verbo. 
la- può anche essere usato per negare nomi, aggettivi, la particella esistenziale di 'c'è/ci sono' etc.
La negazione attributiva e il focus contrastivo usano invece la particella negativa ačči/qačči

## Esempi
| Italiano     | Siwi    |  | Italiano | Siwi    |  | Italiano   | Siwi  |  | Italiano      | Siwi           |  | Italiano  | Siwi    |
| ------------ | ------- |  | -------- | ------- |  | ---------- | ----- |  | ------------- | -------------- |  | --------- | ------- |
| mio fratello | aṃṃa    |  | cammello | alɣəṃ   |  | uscire     | ffaɣ  |  | piccolo       | aḥkkik         |  | sopra     | ənniž   |
| mia sorella  | wəltma  |  | gatto    | yaṭṭus  |  | entrare    | kim   |  | grande        | azəwwar        |  | sotto     | adday   |
| mio nonno    | ǧəddi   |  | bue      | funas   |  | fare       | ʕṃaṛ  |  | bello         | kwayəs         |  | al fianco | səddu   |
| mia nonna    | ǧədda   |  | cuore    | uli     |  | giocare    | ṣaxaṛ |  | brutto        | ašmal          |  | dietro    | zdəffər |
| mio padre    | abba    |  | sole     | tfukt   |  | morire     | ṃut   |  | corto         | agzal          |  | di        | n       |
| mia madre    | əṃṃa    |  | luna     | taziri  |  | vivere     | ngər  |  | quanto costa? | s əmnit        |  | con       | s       |
| figlio       | ǧir     |  | abito    | akbər   |  | venire     | usəd  |  | dove?         | i-mani; g-mani |  | su        | af      |
| oliva        | azəmmur |  | carne    | aksum   |  | camminare  | ukəl  |  | quando?       | məlmi          |  | in mezzo  | ammas   |
| casa         | agbən   |  | acqua    | aman    |  | sposarsi   | ənǧəf |  | cosa?         | tanta; hanta   |  | a         | i       |
| gente        | itadəm  |  | sangue   | idammən |  | divorziare | lləf  |  | come?         | mamək          |  | in        | g       |
| uomo         | aggwid  |  | montagna | adrar   |  | guardare   | ẓəṛ   |  | chi?          | bəttin         |  | oggi      | asfa    |
| donna        | talti   |  | sale     | tisənt  |  | ascoltare  | səl   |  | perché?       | tadi; itta     |  | ora       | amra    |
| ragazza      | tləčča  |  | mangiare | əčč     |  | sapere     | ssən  |  | sì            | ah             |  | domani    | tafyi   |
| ragazzo      | akəḅḅi  |  | bere     | su      |  | lavorare   | xdəm  |  | no            | ula            |  | ieri      | slaṭṭin |